# Tyniec Mały
 Tyniec Mały (deutsch: Klein Tinz; 1903–1945 Tinz) ist ein Dorf in der Landgemeinde Kobierzyce im  Powiat Wrocławski in der Woiwodschaft Niederschlesien in Polen.

## Geschichte

Karte von Groß Tinz und Klein Tinz (um 1820)

Die früheste urkundliche Erwähnung geht auf das Jahr 1193 zurück.
Am 10. Februar 1945 wurde der Ort von der Roten Armee besetzt. Als Folge des Zweiten Weltkriegs fiel Tinz wie fast ganz Schlesien an Polen und wurde in Tyniec Mały umbenannt. Die deutsche Bevölkerung wurde, soweit sie nicht schon vorher evakuiert oder geflohen war, vertrieben.

## Einwohnerentwicklung
Die Einwohnerzahlen von Tinz:
| Jahr | Einwohner |
| ---- | --------- |
| 1936 | 924       |
| 2009 | 1.622     |

## Sehenswürdigkeiten

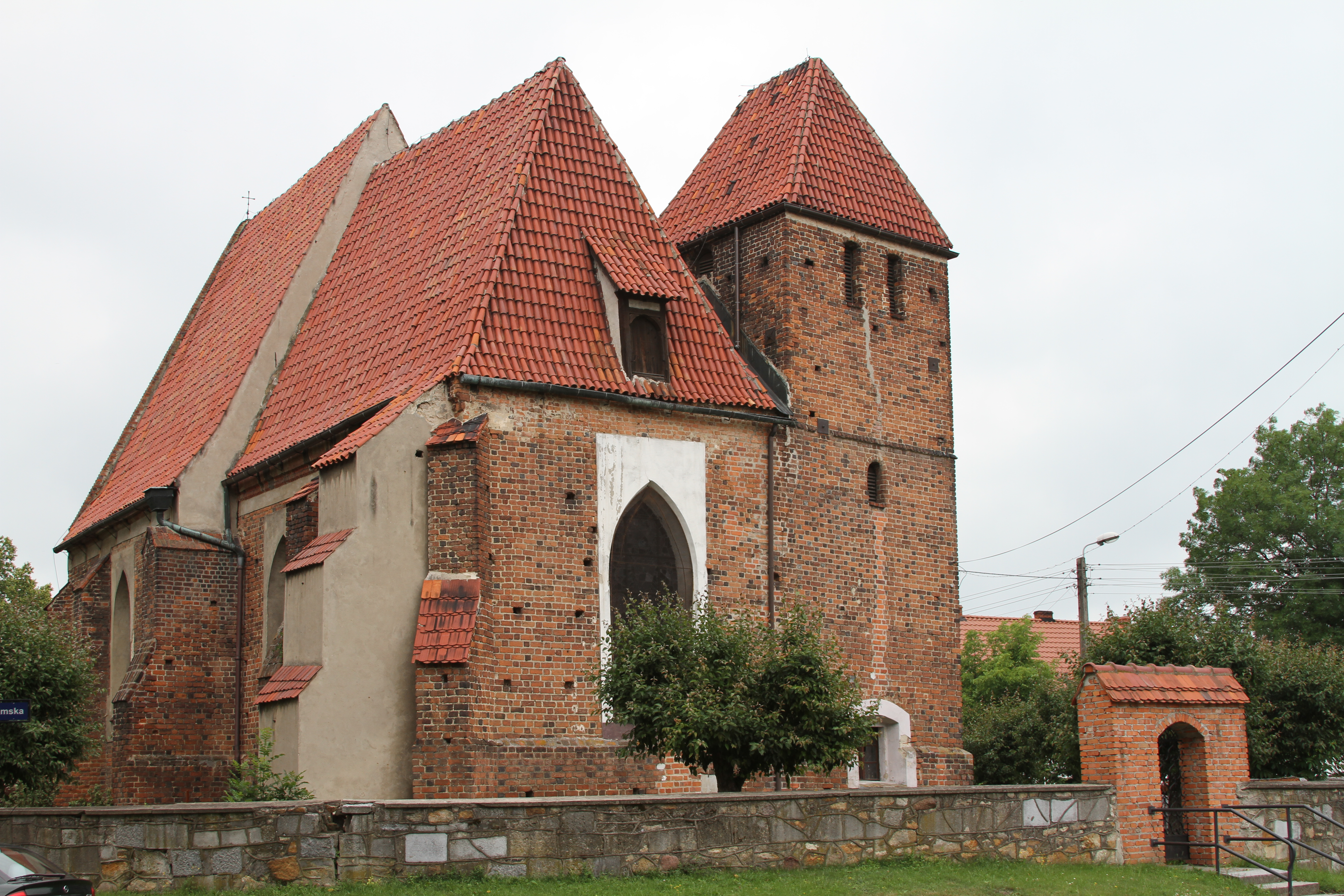
Die katholische Kirche in Tyniec Mały

- Die erstmals 1353 erwähnte Kirche Mariä Himmelfahrt war ursprünglich der hl. Hedwig geweiht. 1493–1516 wurde sie im Stil der Spätgotik neu errichtet. Ab Ende des 16. Jahrhunderts bis 1654 diente sie als evangelisches Gotteshaus. 1752 erfolgte ein Umbau, wobei eine Vorhalle errichtet und der Turm angebaut wurde. 1931 erfolgten umfangreiche Renovierungsarbeiten[6]. Der Hauptaltar wurde 1931 unter Verwendung barocker Figuren neu errichtet. Der Rokokotabernakel und die Kanzel stammen aus dem Jahr 1756.
- Spätgotischer Bildstock[7].